# Энергетический лес

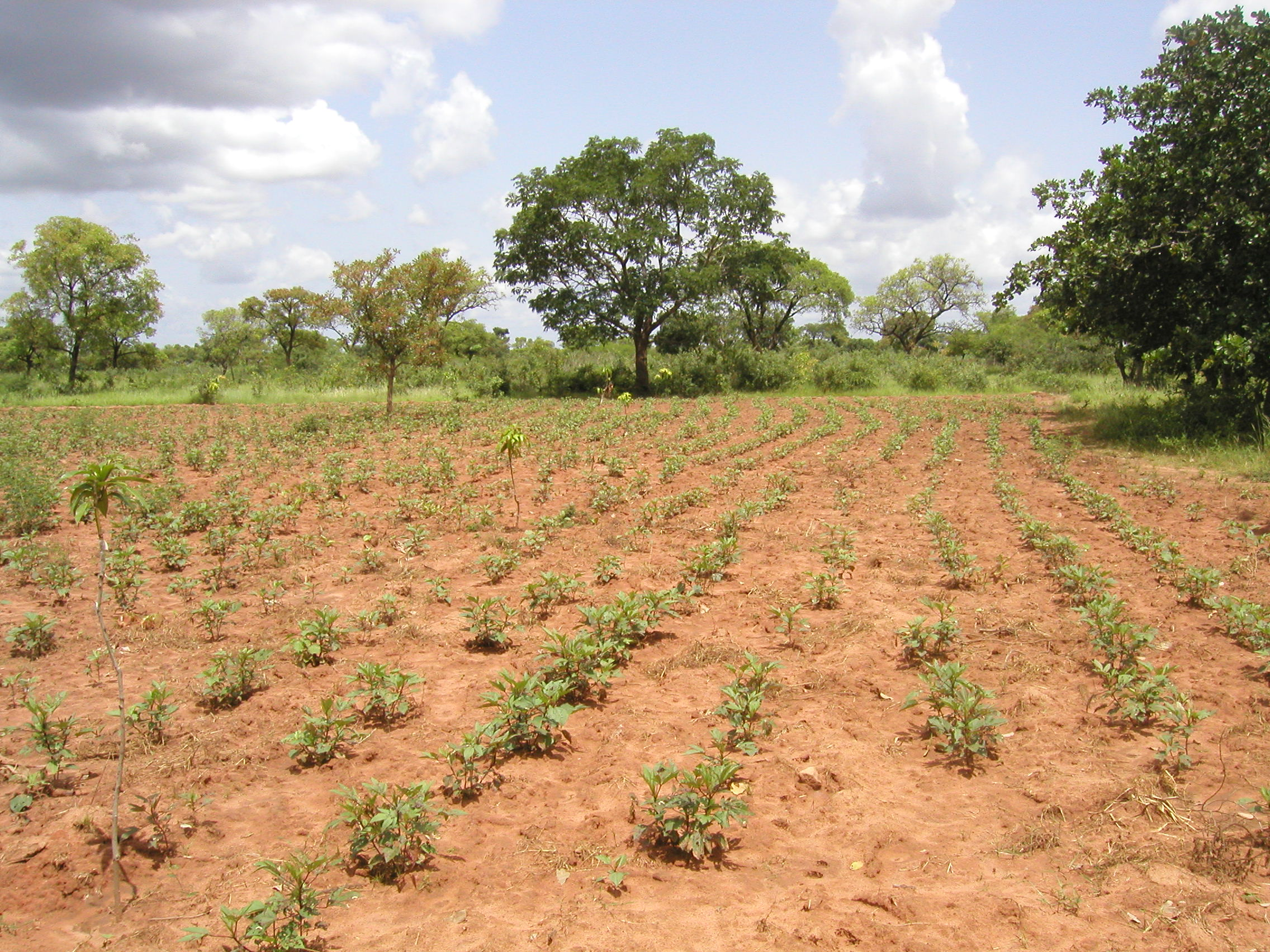
Искусственные лесонасаждения в Буркина-Фасо.

Энергетический лес — деревья и кустарники, выращиваемые для энергетических нужд.

## Виды растений
Выращиваются быстрорастущие культуры — эвкалипт, тополь, ива, и другие. Испытано около 20 различных видов растений — древесных, кустарниковых и травянистых, в том числе кукуруза и сахарный тростник. Каждые 4—7 лет деревья срезают и годовой урожай может составлять около 7 тонн/гектар.
Собранная биомасса используется для производства тепловой и электрической энергии, может служить в качестве сырья для производства жидкого биотоплива.
В ряде стран, таких как Италия, Германия, Аргентина, Польша и др. на сегодняшний день широко практикуется создание специальных плантаций быстрорастущих пород древесины тополя и ивы. В Северной Индии посадки быстрорастущего тополя и эвкалипта занимают примерно от 50 до 60 тыс. га. Ежегодно на таких плантациях заготавливается около 3,7 млн тонн древесины.
В умеренной климатической зоне для энергетических лесов наиболее подходят разновидности быстрорастущих сортов тополя (волосистоплодного и канадского) и ивы (корзиночной и козьей), а в южной части России — акация и эвкалипт. Период ротации растений 6—7 лет.

## Выращивание

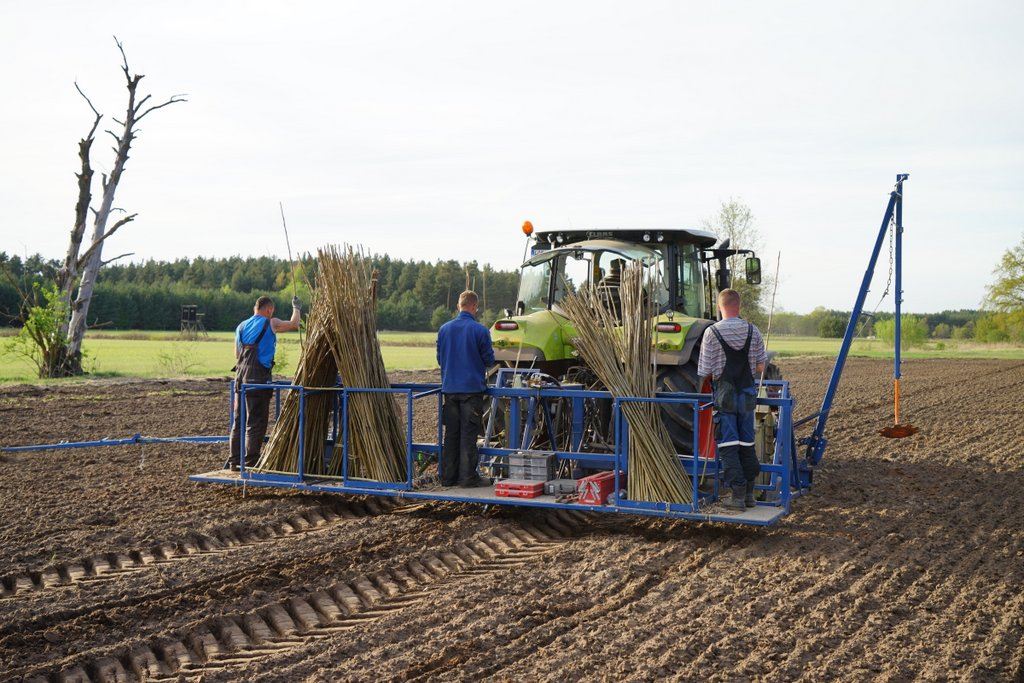
Посадка плантации тополей с помощью машины «Step Planter», черенки нарезаются в машине на куски длиной 20 см и вдавливаются в землю.

Растения в энергетических лесах высаживаются саженцами или черенками квадратно-гнездовым способом, или в шахматном порядке. Ширина междурядий до 2 метров. На одном гектаре земли высаживают до 3—5 тысяч тополей. Применяются комбинированные посадки — в междурядьях высаживаются сельскохозяйственные культуры. В Великобритании тополь комбинируют с ячменём. Тополь, ясень, ольху комбинируют с горохом, клевером, ячменём.

## Экология

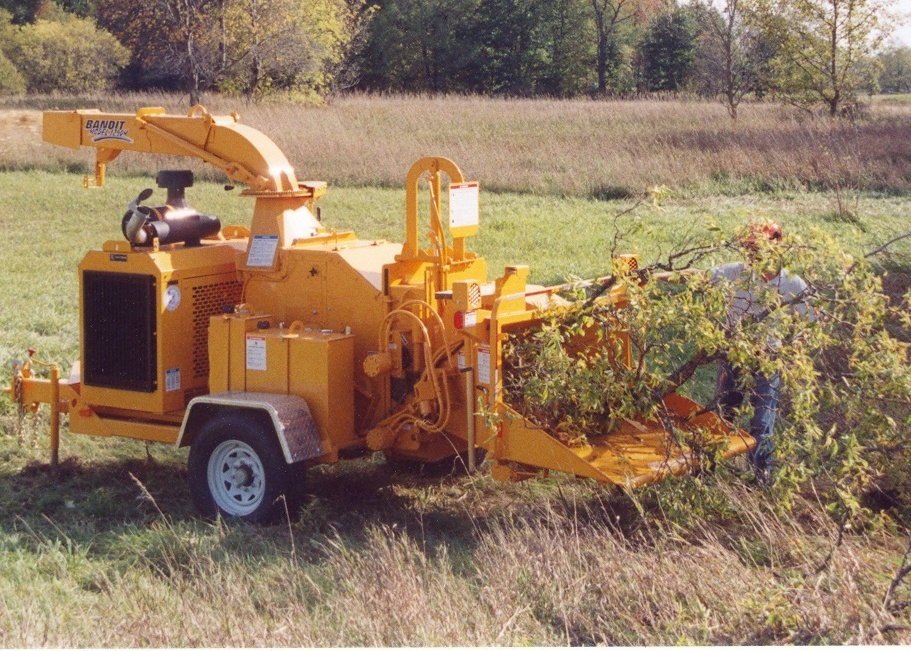
Рубительная машина для переработки древесной биомассы в щепу.

Энергетические плантации биомассы предупреждают эрозию почвы, способствуют улучшению состояния окружающей среды. При сжигании биомассы на электростанции в атмосферу выбрасывается столько же СО2, сколько было поглощено растениями во время роста.
Однако, убедительные и достоверные сведения о скорости истощения почвы энергетическими посадками отсутствуют.

## Примеры использования
- Крупнейшая в Европе электростанция, работающая на древесной биомассе, находится в Зиммеринге (Австрия). Мощность электростанции 66 МВт. Электростанция ежегодно потребляет 190 тысяч тонн биомассы, собираемой в радиусе 100 км от станции. Работа станции позволяет сократить ежегодные выбросы СО2 на 144 тысячи тонн.[2]
- Германия ежегодно может производить в энергетических лесах 20 миллионов м³ древесины.[2]
- В мае 2008 года Конгресс США принял закон «H.R.2419, the Food, Conservation, and Energy Act of 2008», который предусматривает ежегодное финансирование энергетического лесоводства в США в размере $15 млн.[3]
- Оценка жизненного цикла древесины ивы показывает, что затраты ископаемого топлива для её возделывания на несколько порядков ниже количества энергии, которое можно получить из биомассы ивы. При средней теплоте сгорания сухой массы древесины 18 МДж/кг, в пересчёте на год с одного гектара плантации ивы можно получить 4,4 тонны условного топлива. При стоимости одной тонны диоксида углерода 10 евро, использование древесины ивы в качестве энергоносителя позволит дополнительно получить 3500—3700 евро с каждого гектара плантации ивы за весь срок её эксплуатации за счёт экономии квот на выбросы парниковых газов согласно Киотскому протоколу.[4]